# Tuomas Seppänen
Tuomas Kristian Seppänen (* 16. Mai 1986 in Pori) ist ein finnischer Leichtathlet, der sich auf den Hammerwurf spezialisiert hat.

## Sportliche Laufbahn
Erste internationale Erfahrungen sammelte Tuomas Seppänen im Jahr 2005, als er bei den Junioreneuropameisterschaften in Kaunas mit einer Weite von 70,95 m den siebten Platz mit dem leichteren 6-kg-Hammer belegte. 2007 gelangte er bei den U23-Europameisterschaften in Debrecen mit 67,67 m auf Rang neun und 2010 schied er bei den Europameisterschaften in Barcelona mit 72,94 m in der Qualifikationsrunde aus. 2011 belegte er bei der Sommer-Universiade mit 71,04 m den siebten Platz und bei den Europameisterschaften in Helsinki im Jahr darauf schied er mit 71,15 m in der Vorrunde aus. 2013 belegte er bei den Studentenweltspielen in Kasan mit 73,89 m den siebten Platz und im Jahr darauf wurde er bei den Europameisterschaften in Zürich mit 73,70 m Zwölfter. 2015 gelangte er bei den Weltmeisterschaften in Peking mit 73,18 m im Finale auf den zehnten Platz und im Jahr darauf schied er bei den Europameisterschaften in Amsterdam mit 69,76 m in der Qualifikationsrunde aus. Nach mehreren wenig erfolgreichen Jahren siegte er 2022 mit 74,86 m beim Kladno hází a Kladenské Memoriály und verpasste anschließend bei den Weltmeisterschaften in Eugene mit 72,81 m den Finaleinzug. Auch bei den Europameisterschaften in München im August schied er mit 71,24 m in der Vorrunde aus. 2024 verpasste er bei den Europameisterschaften in Rom mit 72,85 m erneut den Finaleinzug.
In den Jahren 2021 und 2022 wurde Seppänen finnischer Meister im Hammerwurf.